# Acidithiobacillales
Ordre
Familles de rang inférieur
- Acidithiobacillaceae
- Thermithiobacillaceae

Les Acidithiobacillales forment un ordre de bactéries à Gram négatif, du phylum des Pseudomonadota. Cet ordre est l'ordre type de la classe Acidithiobacillia abritant des bactéries du genre Acidithiobacillus utiles dans les mines.

## Taxonomie
Le nom correct complet (avec auteur) de ce taxon est Acidithiobacillales Garrity et al. 2005.

### Étymologie
L'ordre Acidithiobacillales a été nommé ainsi d'après le genre type qui lui a été assigné, Acidithiobacillus. Son étymologie est la suivante : A.ci.di.thi.o.ba.cil.la’les. N.L. masc. n. Acidithiobacillus, le genre type de l'ordre; L. fem. pl. n. suff. -ales, suffixe utilisé pour nommer un ordre; N.L. fem. pl. n. Acidithiobacillales, l'ordre des Acidithiobacillus,

### Historique
L'ordre type de cette nouvelle classe, a été classé en 2005 dans la classe des Gammaproteobacteria sur la base des analyses phylogénétiques des séquences d'ARN ribosomal 16S. De nouvelles analyses phylogénétiques multiprotéines ont été ajoutées et ont permis de créer cette nouvelle classe en 2013 parmi les Pseudomonadota,. À l'occasion de cette caractérisation, l'ordre des Acidithiobacillales a été déplacé de la classe Gammaproteobacteria vers la nouvelle classe Acidithiobacillia.

### Liste des familles
Selon la LPSN (11 juin 2025) :
- Acidithiobacillaceae
- Thermithiobacillaceae

## Description
Lors de sa description de 2013, l'ordre Acidithiobacillales comprend les deux familles Acidithiobacillaceae et Thermithiobacillaceae.